# De casibus virorum illustrium
De casibus virorum illustrium est un recueil composé de 56 biographies mythologiques et historiques, commencé vers 1355, révisé en 1373. Rédigées en latin, puis réunies par l'auteur florentin Boccace, elle constitue un ensemble de récits ayant une visée morale.

## Structure de l'ouvrage

### Titre
De casibus virorum illustrium peut se traduire littéralement par « Des cas vivants illustres » ou « Les difficultés des hommes illustres » : en 1400, Laurent de Premierfait propose une première traduction en moyen français sous le titre Des cas des nobles hommes et femmes. Entre le XVe  et le début du  XVIIe siècle, on rencontre à travers diverses éditions et adaptations, des titres en français comme Livre de la ruyne des nobles hommes et femmes, Des nobles malheureux, ou même Mésaventures des nobles dames et gentilhommes illustres. De fait, ce recueil ne se limite pas à des biographies de personnes de sexe masculin : on y trouve aussi des femmes de pouvoir, telle par exemple Jocaste.

### Contenu
Cette œuvre est en prose, rédigée en latin, et comprend 174 chapitres regroupés en 9 livres : de ces viris illustribus, Boccace les choisit à partir d'un corpus remontant aux origines de l'humanité, jusqu'à son époque, en conservant plus ou moins une forme de chronologie.
La première rédaction s'étend entre 1355 et 1360 ; puis, Boccace, à la fin de sa vie, la reprend et l'augmente, en 1373 : c'est du moins dans cette version du manuscrit qu'il dédie à son ami Mainardo Cavalcanti, que la date apparaît.

### Analyse du contenu
Les années de maturité de Boccace sont marquées par un intérêt croissant pour le récit historique et biographique, à mesure qu'il revient vers la lecture des œuvres de classiques grecs et latins. L'influence du De viris illustribus de Pétrarque — auquel il rend hommage à plusieurs reprises dans le texte — n'est bien entendu pas étrangère à cette période d'écriture qui englobe une galerie de portraits d'hommes, laquelle sera suivie, en 1362, par un recueil exclusivement composé de biographies de femmes célèbres.
De casibus virorum illustrium rassemble essentiellement des célébrités historiques tombées en disgrâce : Adam, et sa chute, marque donc tout naturellement l'ouverture de cette anthologie.
Avec ce choix de petites biographies d'hommes déchus et de funestes destinées, Boccace veut donner à son ouvrage une portée morale : son souci, il l'écrit clairement dans l'incipit, est de secouer ses contemporains de la douce torpeur somnolente dans laquelle ils ont tendance à sombrer (“a desidibus sopitis letalis somnus excutiatur, vita reprimantur et extollantur virtutes”). Emblématique, le projet littéraire de Boccace rejoint ici celui de la Divine Comédie de Dante : en effet, chacun des protagonistes apparaît à Boccace sous la forme d'ombre — ou de spectre —, qu'il convoque par le biais d'une vision d'ordre épiphanique, comme pour avoir un entretien explicatif, et que chacune tire les leçons de sa déréliction. Finalement, Boccace questionne la bonne fortune, le destin et la gloire : cette dernière est fugace, et, de fait, jamais acquise.

## Anthologie

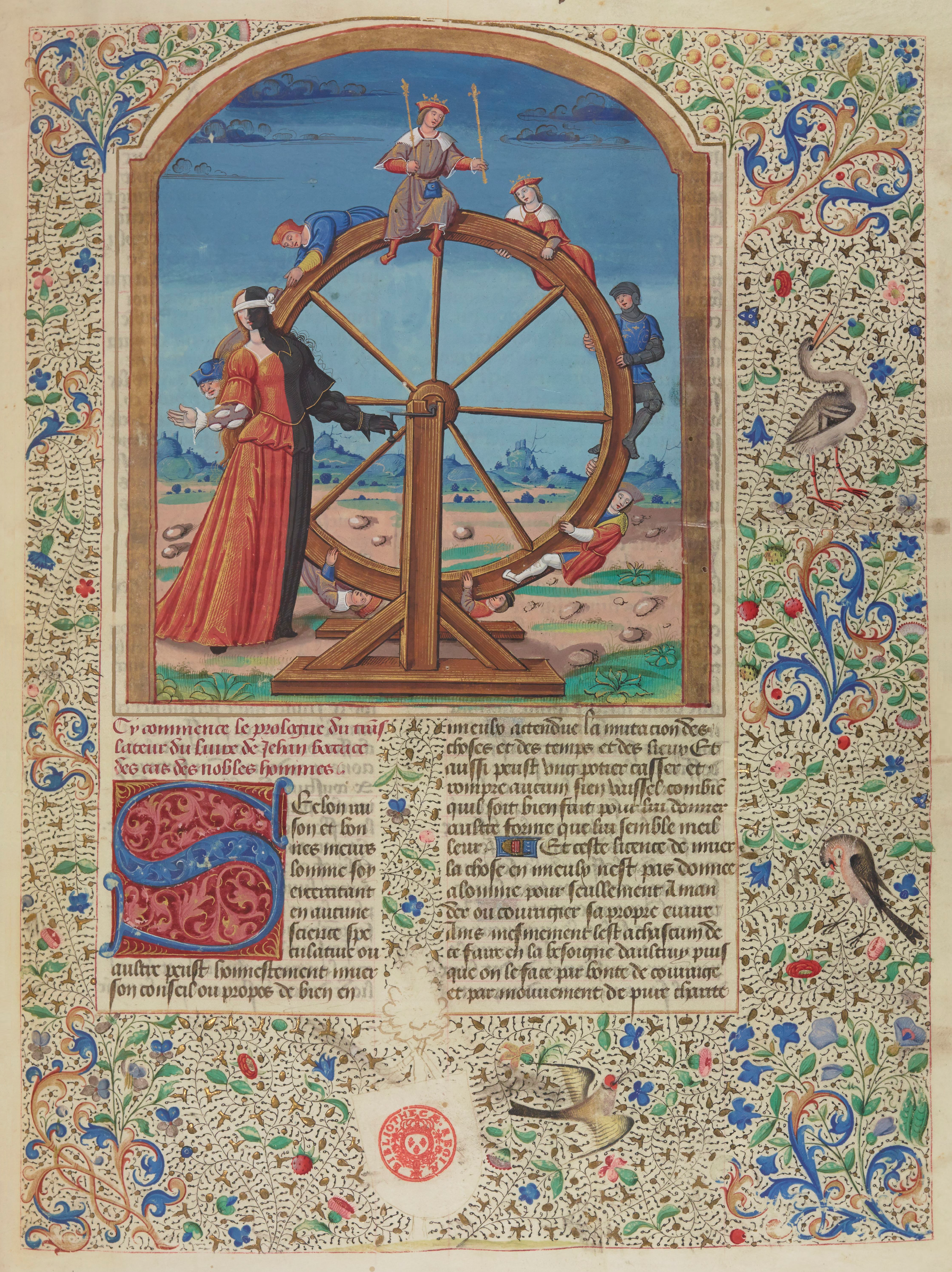
Une page enluminée du Cas des nobles hommes et femmes par Ètienne Colaud. Paris, vers 1530.

La liste ci-dessous est nécessairement limitative : elle reprend les chapitres d'une longueur significative. De temps en temps, Boccace s'arrête, fait une pause et commente les diverses situations. Puis il reprend son récit, toujours en convoquant des êtres disparus par le biais d'une vision. Certains manuscrits médiévaux, postérieurs à la date finale de rédaction (1374), sont parfois incomplets.

### Livre 1
- Adam et Ève
- Nimrod
- Saturne
- Cadmos
- Jocaste
- Thyeste et Atrée
- Thésée
- Priam et Hécube
- Agamemnon
- Samson

### Livre 2
- Saül
- Roboam
- Athalie
- Les Hébreux
- Didon
- Assurbanipal
- Amasias et Ozias
- Sédécias
- Astyage
- Crésus
- Mettius Fufetius

### Livre 3
- Tarquin le Superbe
- Xerxès Ier
- Appius Claudius Sabinus
- Alcibiade
- Hannibal Barca
- Hannon
- Artaxerxès Ier

### Livre 4
- Marcus Manlius Capitolinus
- Denys l'Ancien
- Polycrate de Samos
- Callisthène
- Alexandre le Grand
- Darius Ier
- Eumène de Cardia
- Olympias
- Agathoclès de Thrace
- Arsinoé Ire
- Pyrrhus Ier
- Arsinoé II

### Livre 5
- Séleucos Ier
- Marcus Atilius Regulus
- Syphax
- Antiochos Ier
- Prusia, fils de Nicomède
- Persée de Macédoine
- Philippe V de Macédoine
- Alexandre Ier Balas
- Démétrios Ier Poliorcète
- Alexandre II Zabinas
- Jugurtha

### Livre 6
- Caius Marius
- Cléopâtre
- Mithridate VI
- Orodès II
- Cnaeus Pompeius Magnus
- Marcus Tullius Cicero
- Marc Antoine

### Livre 7
- Hérode
- Tibère
- Caligula
- Messaline
- Néron
- Vitellius

### Livre 8
- Pétrarque
- Valérien
- Zénobie
- Dioclétien
- Maximien Hercule
- Maximien Galère
- Julien l'Apostat
- Radagaise
- Arthur
- Rosemonde

### Livre 9[4]
- Maurice
- Mahomet (prophète)
- Brunehilde
- Héraclius
- Constantin III
- Gisulf et Romilda
- Justinien II
- Philippicos
- Desiderius
- Papesse Jeanne
- Jean XII
- Charles de Lorraine
- Romain IV Diogène
- Andronic Ier Comnène et Isaac II Ange
- Robert Guiscard
- Guy de Lusignan
- Henri II de Souabe
- Charles d'Anjou
- Héthoum Ier d'Arménie
- Ugolin de Pise
- Boniface VIII
- La destruction de l'ordre du Temple
- Philippe le Bel et ses enfants
- Gautier VI de Brienne
- Philippa de Catania (en)
- Sanche de Majorque
- Louis roi de Jérusalem et Sicile
- Jean II le Bon

## Traductions et publications
- De casibus virorum illustrium, manuscrit conservé à la Bibliotheca apostolica vaticana, sous réf. BAV, Ottoboniano, Lat. 2045 (Vo).
- Des cas des nobles hommes et femmes, traduit en moyen français par Laurent de Premierfait (1409)[5]
- Des cas des nobles hommes et femmes, même traduction, enluminée par Maître de Luçon (1411), ancien. fonds Charles V[6] — avec 72 vignettes historiées.
- Boccace de Munich
- Jehan Bocace, De la Ruyne des nobles hommes et femmes, Lyon, M. Husz et J. Schabeler, 1483 — sur Gallica.
- Boccace des nobles maleureux, Paris : [Guy Marchant ? pour] Antoine Vérard, 1494 — sur Gallica.
- Céline Barbance, Édition critique du « Des cas des nobles hommes et femmes » (1409) de Laurent de Premierfait et commentaire linguistique, diplôme d’archiviste paléographe, École nationale des chartes, Paris, 1993 — résumé dans Positions des thèses de l’École des chartes, 1993.